# ایستگاه متروی وزارت امور خارجه
ایستگاه متروی سهند یکی از ایستگاه‌های متروی تبریز است که در ورودی کوی سهند تبریز و در بلوار شهید باکری واقع شده است. این ایستگاه، ایستگاه شماره ۲ خط ۱ است.

## مشخصات
ایستگاه متروی سهند در ورودی کوی سهند و در خط ۱ متروی تبریز قرار گرفته و از نوع کم‌عمق است. مساحت عرصهٔ این ایستگاه ۲۴۸۷ متر مربع و مساحت اعیان آن ۶۵۰۰ متر مربع است.

## نگارخانه

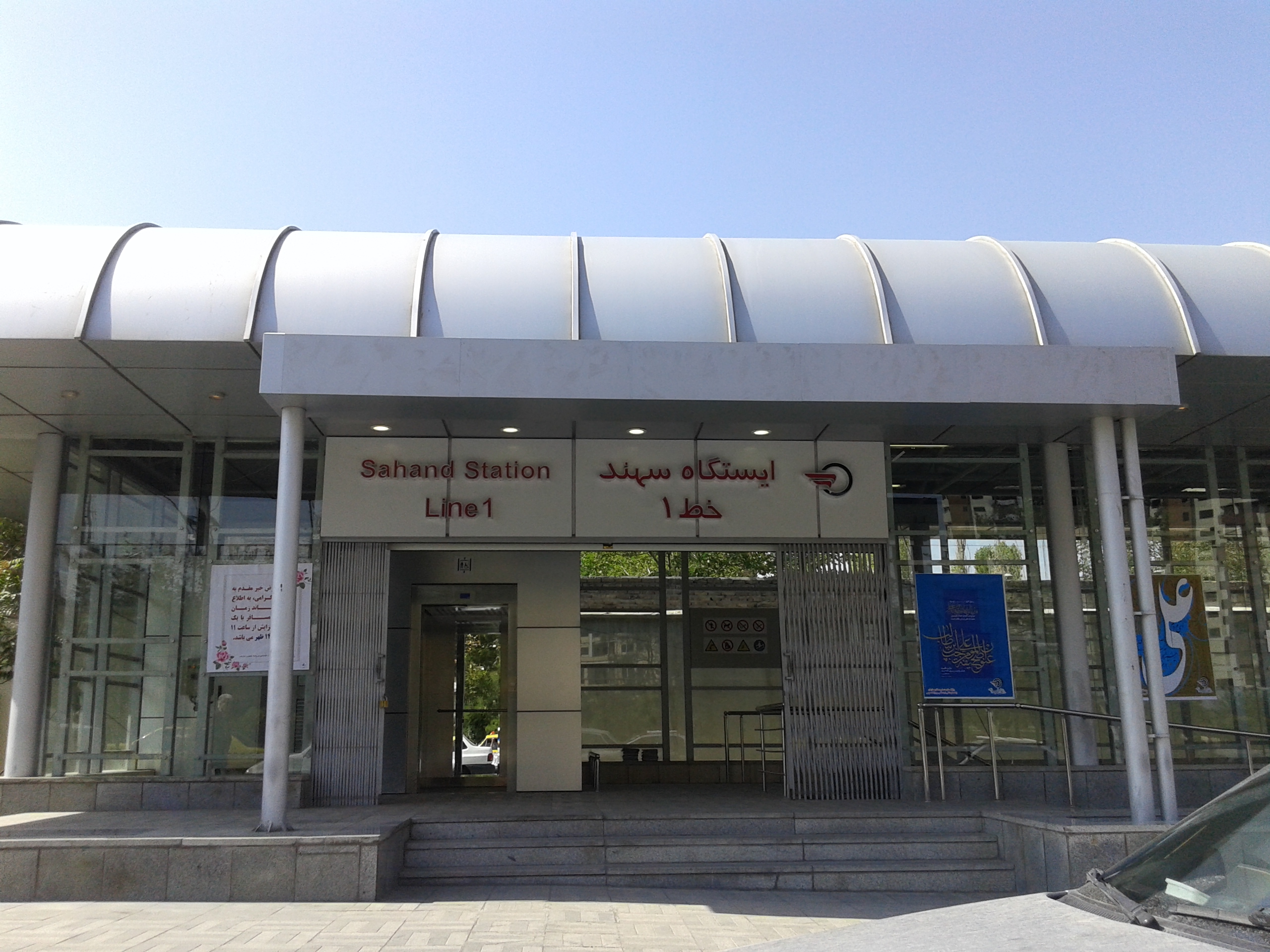
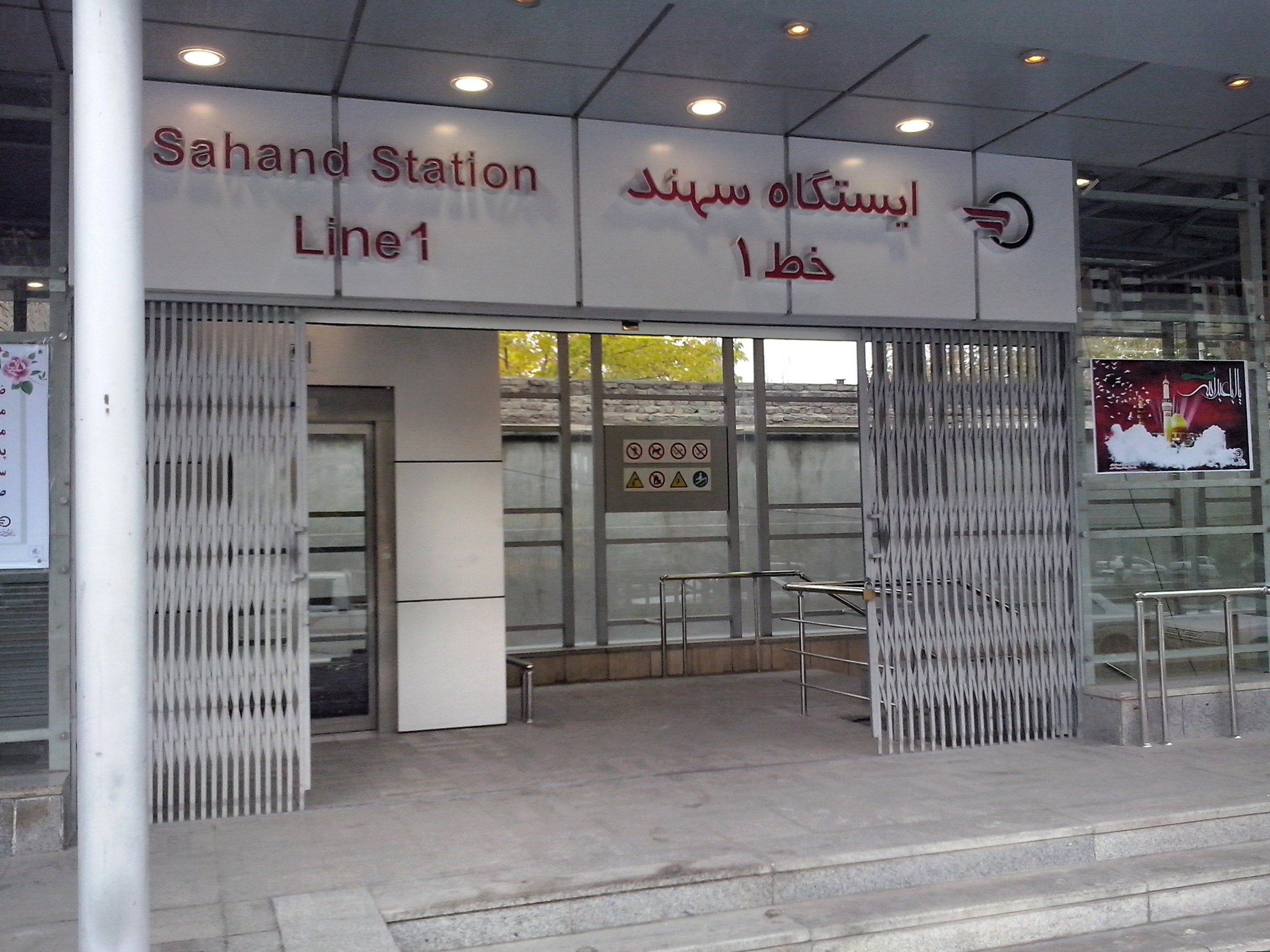
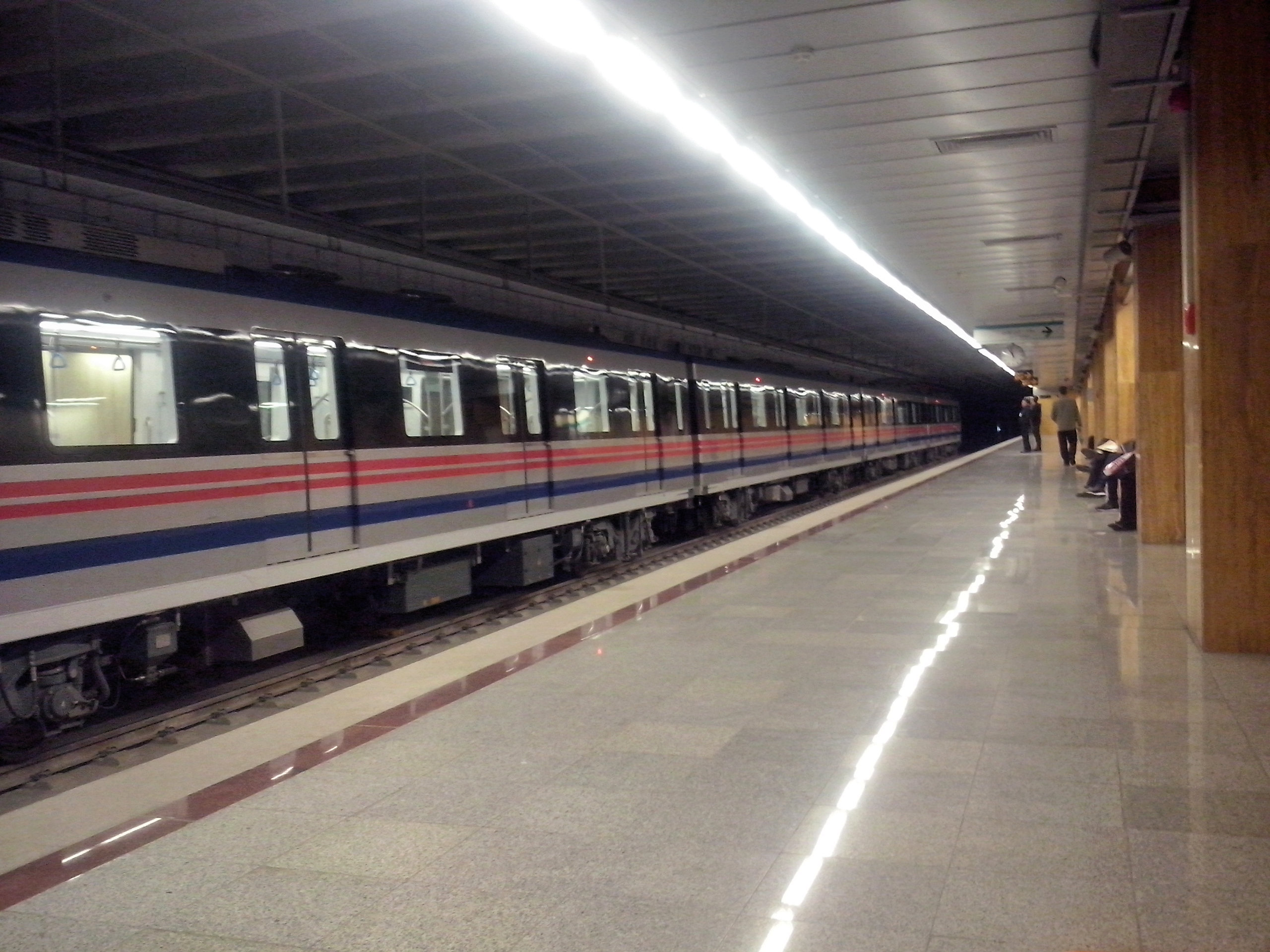
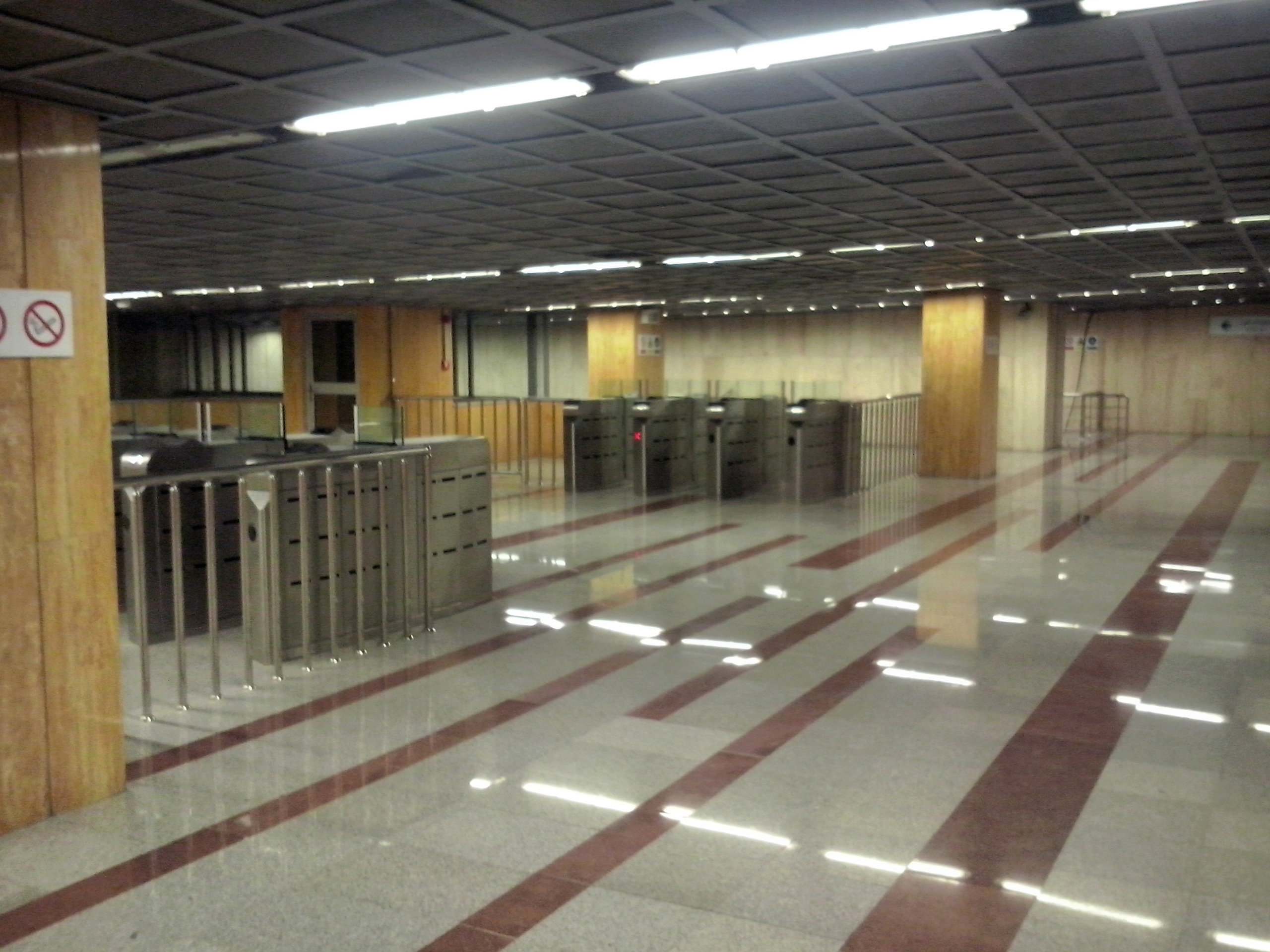